# Nuno Santos (labdarúgó, 1999)
Nuno Santos (Porto, 1999. március 2. –) portugál korosztályos válogatott labdarúgó, a Vitória Guimarães középpályása.

## Pályafutása

### Klubcsapatokban
Santos a portugáliai Porto városában született. Az ifjúsági pályafutását a Boavista és a Porto csapatában kezdte, majd a Benfica akadémiájánál folytatta.
2017-ben mutatkozott be a Benfica tartalékkeretében. 2020 és 2022 között az első osztályban szereplő Moreirense, Boavista és Paços Ferreira csapatát erősítette kölcsönben. 2022. augusztus 4-én 2½ éves szerződést kötött az észak-amerikai első osztályban érdekelt Charlotte együttesével. Először a 2022. szeptember 4-ei, Cincinnati ellen 2–0-ra elvesztett mérkőzés 68. percében, Derrick Jones cseréjeként lépett pályára. Első gólját 2022. szeptember 18-án, a Chicago Fire ellen idegenben 3–2-es győzelemmel zárult találkozón szerezte meg. 2023. július 19-én a portugál Vitória Guimarãeshez írt alá.

### A válogatottban
Santos az U16-ostól az U21-esig minden korosztályos válogatottban képviselte Portugáliát.

## Statisztikák
2023. április 2. szerint
| Klub                        | Szezon   | Osztály       | Bajnokság | Bajnokság | Kupa  | Kupa | Nemzetközi | Nemzetközi | Összesen | Összesen |
| Klub                        | Szezon   | Osztály       | Meccs     | Gól       | Meccs | Gól  | Meccs      | Gól        | Meccs    | Gól      |
| --------------------------- | -------- | ------------- | --------- | --------- | ----- | ---- | ---------- | ---------- | -------- | -------- |
| Moreirense (kölcsönben)     | 2019–20  | Liga Portugal | 14        | 1         | 0     | 0    | —          | —          | 14       | 1        |
| Boavista (kölcsönben)       | 2020–21  | Liga Portugal | 29        | 1         | 1     | 0    | —          | —          | 30       | 1        |
| Paços Ferreira (kölcsönben) | 2021–22  | Liga Portugal | 31        | 5         | 3     | 1    | 4          | 0          | 38       | 6        |
| Charlotte                   | 2022     | MLS           | 4         | 1         | 0     | 0    | —          | —          | 4        | 1        |
| Charlotte                   | 2023     | MLS           | 5         | 0         | 0     | 0    | —          | —          | 5        | 0        |
| Charlotte                   | Összesen | Összesen      | 9         | 1         | 0     | 0    | 0          | 0          | 9        | 1        |
| Összesen                    | Összesen | Összesen      | 83        | 8         | 4     | 1    | 4          | 0          | 91       | 9        |

## Sikerei, díjai
Portugál U19-es válogatott
- U19-es labdarúgó-Európa-bajnokság
  - Győztes (1): 2018